# Sommer-OL 1912
Sommer-OL 1912 hed officielt Den V. Olympiades Lege. Legene blev afviklet i Stockholm, Sverige.
De olympiske lege i Stockholm var fri for politisk indflydelse og begyndte at ligne de OL, vi kender i dag. Antallet af sportsgrene blev reduceret til 14, og moderne femkamp blev introduceret: Jim Thorpe (USA) var den store stjerne. Han vandt femkamp og tikamp i overlegen stil og blev nummer fire i højde- og nummer syv i længdespring.
Det blev i januar 1913 afsløret at Thorpe havde tjent penge som baseballspiller i sin ungdom, og han blev straks diskvalificeret for at være professionel. Det var først i 1982 – Jim Thorpe havde været død i 29 år – at IOC ændrede mening og gav medaljerne tilbage.
Finland begyndte deres dominans inden for langdistanceløb, da Hannes Kolehmainen vandt 5.000 meter, 10.000 meter og 12.000 meter terrænløb. I Stockholm målte man for første gang tid elektronisk. Desuden fik kvinder lov til at vinde medaljer i svømmebassinet.
Danmark fik sin første kvindelige deltager og medaljevinder. Sophie Castenschiold vandt sølv i tenniskonkurrencen.
Ud over det sportslige blev der afholdt medaljekonkurrencer i arkitektur, skulptur, maleri, litteratur og musik. De Coubertin mente, at sport og kunst gik hånd i hånd, og disse kunstdiscipliner var med helt op til 1948. Amerikaneren Walter Winans deltog i otte skydesportdiscipliner i Stockholm, men vandt guld i skulptur. 
Boksning var ikke på det olympiske program i Stockholm, da boksning var forbudt i Sverige. Boksning har været med på det olympiske program ved samtlige OL efter 1912.

## Medaljetabel
Top 10
| Placering | Land                 | Guld | Sølv | Bronze | Total |
| --------- | -------------------- | ---- | ---- | ------ | ----- |
| 1         | USA (USA)            | 25   | 19   | 19     | 63    |
| 2         | Sverige (SWE)        | 24   | 24   | 17     | 65    |
| 3         | Storbritannien (GBR) | 10   | 15   | 16     | 41    |
| 4         | Finland (FIN)        | 9    | 8    | 9      | 26    |
| 5         | Frankrig (FRA)       | 7    | 4    | 3      | 14    |
| 6         | Tyskland             | 5    | 13   | 7      | 25    |
| 7         | Sydafrika            | 4    | 2    | 0      | 6     |
| 8         | Norge (NOR)          | 4    | 1    | 4      | 9     |
| 9         | Canada (CAN)         | 3    | 2    | 3      | 8     |
| 9         | Ungarn (HUN)         | 3    | 2    | 3      | 8     |

## Danskere
Danske deltagere
- 165 mænd
- 1 kvinde

Danske medaljer i Stockholm 1912:
- Guld: 1
- Sølv: 6
- Bronze: 5

| Medalje | Navn | Sport                  | Disciplin                       |
| ------- | --- | ---------------------- | ------------------------------- |
| Guld    | Ejler Allert Jørgen Hansen Carl Møller Carl Frederik Pedersen Poul Hartmann | Roning                 | Firer med styrmand, indrigger   |
| Sølv    | Paul Berth Charles von Buchwald Svend Aage Castella Hjalmar Christoffersen Ludvig Drescher Axel Dyrberg Harald Hansen Sophus Hansen Emil Jørgensen Ivar Lykke Viggo Malmqvist Nils Middelboe (anf.) Christian Morville Poul "Tist" Nielsen Sophus "Krølben" Nielsen Oskar Nielsen Anthon Olsen Axel Petersen Axel Thufason Vilhelm Wolfhagen | Fodbold                |                                 |
| Sølv    | Ivan Osiier | Fægtning               | Kårde                           |
| Sølv    | Peder Villemoes Andersen Valdemar Bøggild Søren Peter Christensen Ingvald Eriksen George Falcke Torkild Garp Hans Trier Hansen Johannes Hansen Rasmus Hansen Jens Kristian Jensen Søren Alfred Jensen Karl Kirk Jens Kirkegaard Olaf Kjems Carl Larsen Jens Peter Laursen Marius Lefèvre Povl Mark Einar Olsen Hans Pedersen Hans Eiler Pedersen Olaf Pedersen Peder Larsen Pedersen Aksel Sørensen Martin Thau Søren Thorborg Kristen Vadgaard Johannes Vinther | Gymnastik              | Svensk system, hold             |
| Sølv    | Steen Herschend Sven Bernth Thomsen Hans Meulengracht-Madsen | Sejlsport              | 6 m-både                        |
| Sølv    | Lars Jørgen Madsen | Skydning               | Fri riffel, 300 m, 3 stillinger |
| Sølv    | Sophie Castenschiold | Tennis                 | Damesingle, indendørs           |
| Bronze  | Søren Marinus Jensen | Græsk-romersk brydning | Supersværvægt                   |
| Bronze  | Axel Andersen Hjalmart Andersen Halvor Birch Wilhelm Grimmelmann Arvor Hansen Christian Hansen Marius Hansen Charles Jensen Hjalmar Peter Johansen Poul Preben Jørgensen Carl Krebs Vigo Madsen Lukas Nielsen Rikard Nordstrøm Steen Lerche Olsen Oluf Olsson Carl Pedersen Oluf Kristian Pedersen Niels Petersen Christian Svendsen | Gymnastik              | Frit system, hold               |
| Bronze  | Erik Bisgaard Rasmus Peter Frandsen Mikael Simonsen Poul Thymann Eigil Clemmensen | Roning                 | Firer med styrmand, udrigger    |
| Bronze  | Niels Larsen | Skydning               | Fri riffel, 300 m, 3 stillinger |
| Bronze  | Ole Olsen Lars Jørgen Madsen Niels Hansen Ditlev Larsen Niels Andersen Laurits Teodor Christian Larsen Jens Madsen Hajslund | Skydning               | Fri riffel, hold                |

## Fodbold
For anden gang ved OL blev der afholdt en officiel fodboldturnering. Turneringen blev afviklet som en cupturnering. 13 hold var oprindelig tilmeldt, men Frankrig og Belgien meldte afbud, så 11 hold deltog.
OL-finalen blev en gentagelse af finalen fire år tidligere. Storbritannien vandt 4-2 over Danmark. Også bronzemedaljerne gik til samme hold som i 1908, nemlig Holland.
For de hold, der blev slået ud i ottendedels- eller kvartfinalen, blev der spillet en trøstturnering (om 5.-pladsen). I Tysklands sejr på 16-0 over Rusland scorede Gottfried Fuchs 10 mål og tangerede dermed Sophus "Krølben" Nielsens rekord fra OL i 1908.
| Dato         | Kamp                     | Res.     | Stadion, by               | Tilsk. |
| ------------ | ------------------------ | -------- | ------------------------- | ------ |
| 1. runde     |                          |          |                           |        |
| 29.6.        | Holland - Sverige        | 4-3 efs. | Olympiastadion, Stockholm | 14.000 |
| 29.6.        | Østrig - Tyskland        | 5-1      | Råsunda, Stockholm        | 2.000  |
| 29.6.        | Italien - Finland        | 2-3 efs. | Traneberg, Stockholm      | 600    |
| Kvartfinaler |                          |          |                           |        |
| 30.6.        | Holland - Østrig         | 3-1      | Råsunda, Stockholm        | 7.000  |
| 30.6.        | Danmark - Norge          | 7-0      | Råsunda, Stockholm        | 700    |
| 30.6.        | Finland - Rusland        | 2-1      | Traneberg, Stockholm      | 200    |
| 30.6.        | Storbritannien - Ungarn  | 7-0      | Råsunda, Stockholm        | 8.000  |
| Semifinaler  |                          |          |                           |        |
| 2.7.         | Danmark - Holland        | 4-1      | Olympiastadion, Stockholm | 6.000  |
| 2.7.         | Storbritannien - Finland | 4-0      | Olympiastadion, Stockholm | 4.000  |
| Bronzekamp   |                          |          |                           |        |
| 4.7.         | Holland - Finland        | 9-0      | Råsunda, Stockholm        | 1.000  |
| Finale       |                          |          |                           |        |
| 4.7.         | Storbritannien - Danmark | 4-2      | Olympiastadion, Stockholm | 25.000 |
| Guld | Sølv | Bronze |
| Storbritannien Ronald Brebner Arthur Berry Thomas Burn Joseph Dines Edward Hanney Gordon Hoare Arthur Knight Henry Littlewort Douglas McWhirter Ivan Sharpe Harold Stamper Harold Walden Vivian Woodward (anf.) Edward Wright | Danmark Paul Berth Charles von Buchwald Svend Aage Castella Hjalmar Christoffersen Ludvig Drescher Axel Dyrberg Harald Hansen Sophus Hansen Emil Jørgensen Ivar Lykke Viggo Malmqvist Nils Middelboe (anf.) Christian Morville Poul "Tist" Nielsen Sophus "Krølben" Nielsen Oskar Nielsen Anthon Olsen Axel Petersen Axel Thufason Vilhelm Wolfhagen | Holland Nicolaas Jan Jerome Bouvy Jan Vos Caesar Herman ten Cate Henri Franciscus de Groot Jan Gualtherus van Breda Kolff Dirk Nicolaas Lotsy (anf.) Johannes Marius de Korver Nicolaas de Wolf Constant Willem Feith David Wijnveldt Marius Just Göbel |
Trøstturnering for de hold, der tabte i ottendedels- eller kvartfinalen:
| Dato        | Kamp               | Res. | Stadion, by           | Tilsk. |
| ----------- | ------------------ | ---- | --------------------- | ------ |
| 1. runde    |                    |      |                       |        |
| 1.7.        | Tyskland - Rusland | 16-0 | Råsunda, Stockholm    | 2.000  |
| 1.7.        | Italien - Sverige  | 1-0  | Råsunda, Stockholm    | 2.500  |
| 1.7.        | Østrig - Norge     | 1-0  | Traneberg, Stockholm  | 200    |
| Semifinaler |                    |      |                       |        |
| 3.7.        | Ungarn - Tyskland  | 3-1  | Råsunda, Stockholm    | 2.000  |
| 3.7.        | Østrig - Italien   | 5-2  | Djurgården, Stockholm | 3.500  |
| Finale      |                    |      |                       |        |
| 4.7.        | Ungarn - Østrig    | 3-0  | Råsunda, Stockholm    | 5.000  |